# Igeler Mühle

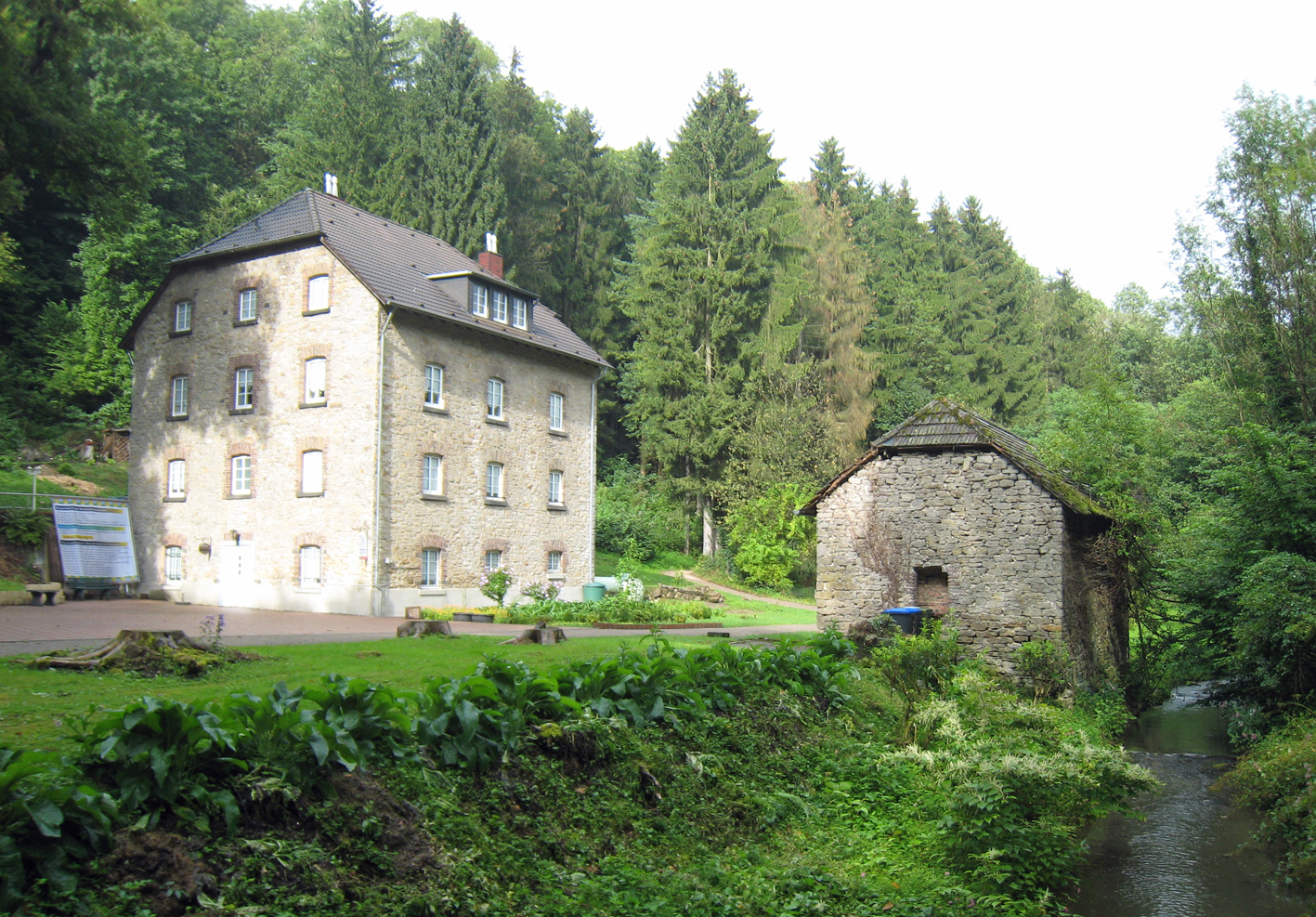
Igeler Mühle

Die Igeler Mühle ist ein Ortsteil im Stadtteil Herrenstrunden von Bergisch Gladbach. Es handelt sich um die jüngste Wassermühle unter den Mühlen an der Strunde.

## Geschichte der Mühle

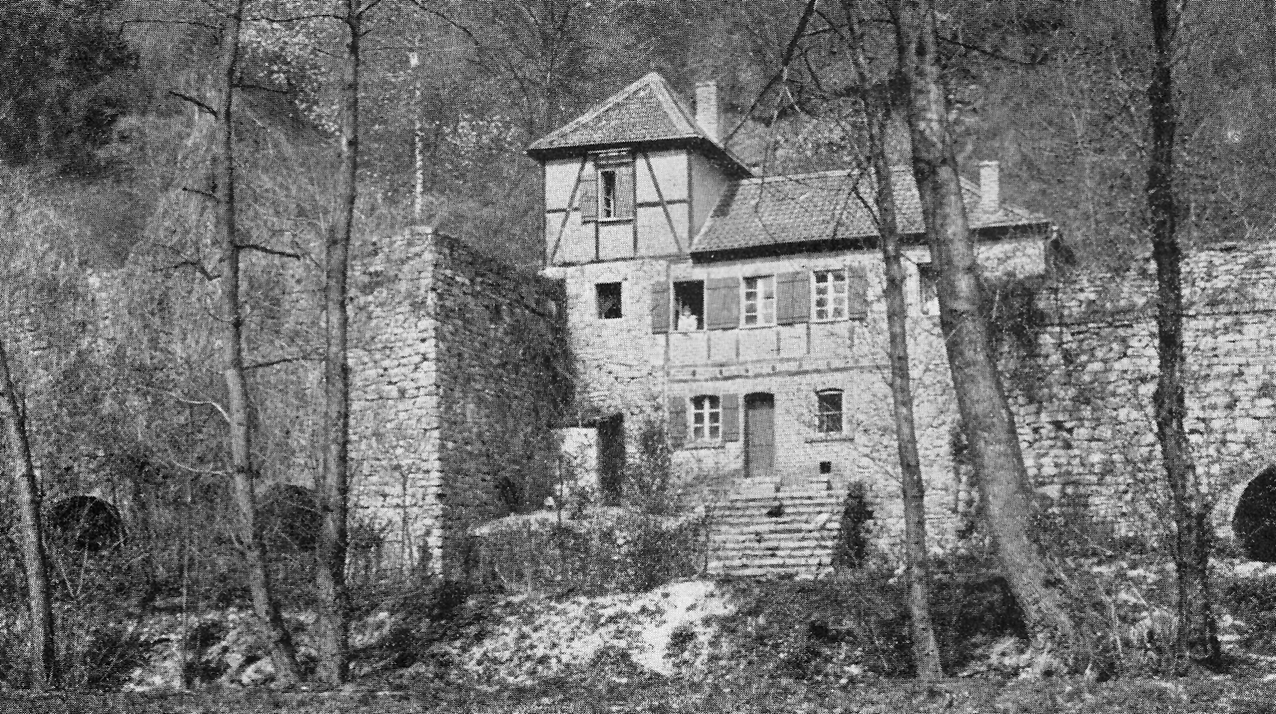
Wohnhaus zwischen den alten Kalköfen der Igeler Mühle 1904

Seit 1854 war der Brüsseler Rechtsanwalt Philipp August Neissen alleiniger Eigentümer des Igeler Hofs. Er wollte in der Umgebung der 1860 erbauten Kalköfen an der Strunde eine Steinschneidemühle erbauen und mit den vorgefertigten Kalksteinen seine Heimat Belgien, Holland und Preußen beliefern, die großes Interesse an diesem Material hatten. Am 7. März 1854 erschien im „Öffentlichen Anzeiger“ die Ankündigung des Gladbacher Bürgermeisters Herweg über das Vorhaben von Neissen. Sofort hagelte es Proteste der benachbarten Mühlenbesitzer, die eine Verschmutzung der Strunde und schlimme Auswirkungen auf die Papiererzeugung befürchteten. Auf Grund der vorgetragenen Proteste änderte Neissen sein Ersuchen dahingehend, dass er jetzt den Bau einer Getreidemühle beantragte. 1856–1858 ließ er durch belgische Bauhandwerker das heute noch bestehende Mühlengebäude errichten. Er benannte die Mühle nach seinem Gut Igeler Mühle. Am 4. Januar 1859 erhielt er eine vorläufige Betriebserlaubnis mit der Auflage, den Fachbaum, mit dessen Hilfe der Wasserstand und damit die auf das Mühlrad wirkende Kraft reguliert werden konnte, niedriger zu legen.
Um diese Zeit beabsichtigte Theodor Eyberg in der Mühle zum Schiff ein neues auf zehn Fuß Durchmesser vergrößertes Wasserrad anbringen zu lassen, wofür der Fachbaum um sechs Zoll höher und der Untergraben um 1¼ Fuß tiefer gelegt werden musste. Neissen legte dagegen Einspruch ein, war aber erfolglos. Ersatzweise erhielt er am 24. August 1859 die endgültige Erlaubnis zur Anlage eines Wasserwerks am Strunderbach, das heißt, dass er die Zuleitungsgräben zur Igeler Mühle weiter ausbauen durfte.
Nach Neissens Tod um 1880 war laut Adressbuch von 1891 Johann Mettmann Pächter der Mühle. Über die Folgejahre gibt es nur wenige Belege. Eine zufällig erhaltene Rechnung von Theodor Mettmann, Bergisch Gladbach, Getreide-Müllerei. Zugelassen zum Handel mit Mühlenprodukten aller Art und Futtermittel durch die Handelserlaubnisstelle des Kreises Mülheim am Rhein vom 26. Juli 1923. L. Nr. 142. lautet auf den 21. Oktober 1936. Mettmann berechnete darin Franz Eyberg 600 Pfund Sojaschrot und 400 Pfund einer weiteren Ware.

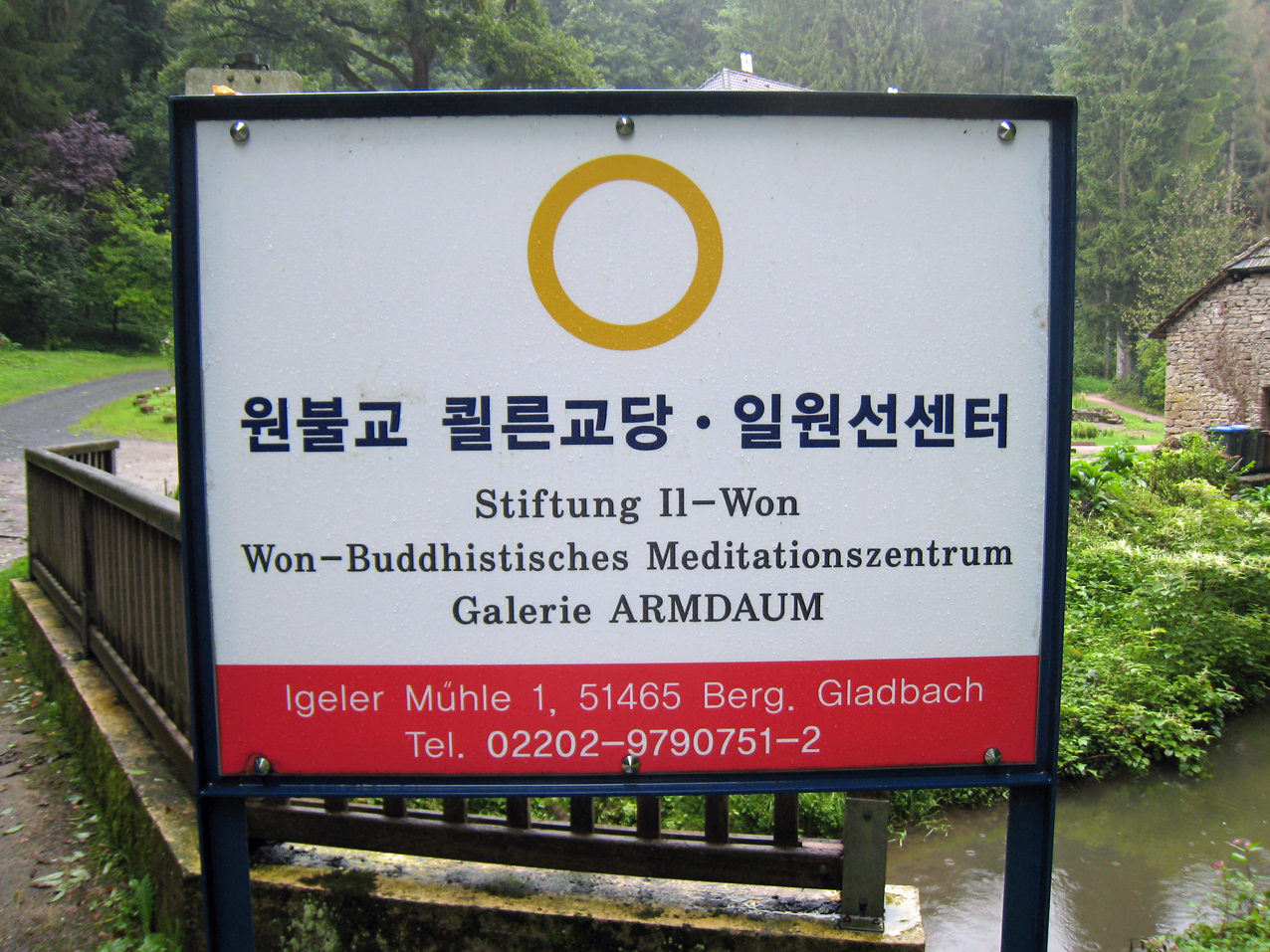
Hinweistafel

Der Ort ist ab der Preußischen Neuaufnahme von 1892 auf Messtischblättern regelmäßig als Igeler Mühle verzeichnet.
| Jahr | Einwohner | Wohn- gebäude | Kategorie | Politische / kirchliche Zugehörigkeit                       |
| ---- | --------- | ------------- | --------- | ----------------------------------------------------------- |
| 1885 | 16        | 3             | Wohnplatz | Bürgermeisterei Gladbach, Kirchspiel Sand, Igelermühle gen. |
| 1895 | 15        | 2             | Wohnplatz | Bürgermeisterei Gladbach, Kirchspiel Sand, Igelermühle gen. |
| 1905 | 15        | 2             | Wohnplatz | Bürgermeisterei Gladbach, Kirchspiel Sand, Igelermühle gen. |

## Heutige Nutzung
Heute sind die alten Kalköfen verschwunden. Das Haus wird als Wohnhaus genutzt und ist der Sitz für das koreanische Won-Buddhistische Meditationszentrum.